# Xırxatala
Xırxatala è un comune dell'Azerbaigian situato nel distretto di Qəbələ. Conta una popolazione di 1 392 abitanti.